# Коджа
Коджа (фр. Coggia, корс. Coghja) — коммуна во Франции, находится в регионе Корсика. Департамент коммуны — Южная Корсика. Входит в состав кантона Севи-Сорру-Чинарка. Округ коммуны — Аяччо.
Код INSEE коммуны — 2A090.

## Население
Население коммуны на 2008 год составляло 858 человек.
| 1962 | 1968 | 1975 | 1982 | 1990 | 1999 | 2008 |
| ---- | ---- | ---- | ---- | ---- | ---- | ---- |
| 204  | 225  | 284  | 447  | 538  | 699  | 858  |

## Экономика
В 2007 году среди 526 человек в трудоспособном возрасте (15—64 лет) 364 были экономически активными, 162 — неактивными (показатель активности — 69,2 %, в 1999 году было 54,7 %). Из 364 активных работали 310 человек (177 мужчин и 133 женщины), безработных было 54 (26 мужчин и 28 женщин). Среди 162 неактивных 41 человек были учеником или студентом, 66 — пенсионерами, 55 были неактивными по другим причинам.